# Сан-Хуан-де-ла-Коста
Сан-Хуан-де-ла-Коста (ісп. San Juan de la Costa) - селище в Чилі. Адміністративний центр однойменної комуни. Населення - 238 осіб (2002). Селище і комуна входить до складу провінції Осорно і регіону Лос-Лагос.
Територія комуни – 1517,00 км². Чисельність населення – 8318 мешканців (2007). Щільність населення – 5,48 чол./км².

## Розташування
Селище розташоване за 113 км на північний схід від адміністративного центру регіону міста Пуерто-Монт та за 22 км на схід від адміністративного центру провінції міста Осорно.
Комуна межує:
- на півночі - з комуною Ла-Уніон
- на північному сході - з комуною Сан-Пабло
- на сході - з комуною Осорно
- на півдні - з комуною Ріо-Негро

На заході комуни розташований Тихий океан.

## Демографія
Згідно з даними, зібраними під час перепису Національним інститутом статистики, населення комуни становить 8318 осіб, з яких 4485 чоловіків та 3833 жінки.
Населення комуни становить 1,05% від загальної чисельності населення регіону Лос-Лагос. 88,37% належить до сільського населення та 11,63% - міське населення.